# Planeta bur
Planeta bur (russisk: Планета бурь) er en sovjetisk spillefilm fra 1961 af Pavel Klusjantsev.

## Medvirkende
- Vladimir Jemeljanov som Ilja Versjinin
- Georgij Zjzjonov som Roman Bobrov
- Gennadij Vernov som Aljosja
- Jurij Sarantsev som Ivan Sjjerba
- Georgij Teitj som Allan Kern